# احمد جودت پاشا
احمد جودَت پاشا (نام کامل: احمدبن اسماعیل بن علی بن احمدبن اسماعیل وزیر) اندیشمند، تاریخ‌نگار، حقوق دان و دولتمرد عثمانی بود. او در ماه رجب سال ۱۲۳۸ متولد و در ذیحجه ۱۳۱۳ فوت کرد وی به زبان‌های عربی، فارسی، بلغاری، فرانسه و ترکی تسلط داشت.

## زندگی
او در خانواده‌ای اشرافی که در بلغارستان کنونی زندگی می‌کردند، متولد شد. نیای بزرگ او از سرداران عثمانی در جنگ پروت (جنگی بین روسیه و عثمانی) بود. پدرش، اسماعیل آقا، نیز در مجلس ملی عضویت داشت. او پس از تحصیلات مقدماتی در زادگاهش، برای ادامه تحصیل به استانبول رفت. در استانبول پس از فراگیری علوم زمان نظیر علوم دینی، ریاضیات، نجوم و هندسه، نزد فهیم افندی زبان فارسی را نیز آموخت و از او لقب جودت را گرفت.
پس از پایان تحصیلات وارد خدمات دولتی شد و مدرس گردید. مصطفی رشید پاشا، صدر اعظم عثمانی، که در اندیشه اصلاحات در عثمانی بود به شخصی نیاز داشت که در علوم فقهی وارد باشد. او جودت پاشا را برای این کار برگزید و او را دبیر، مشاور و مدرس فرزندان خود کرد. وی در ۱۲۷۲ قمری وقایع نگار رسمی عثمانی گردید. از آن پس مصطفی رشید پاشا که به لیاقت، وفاداری و دانش جودت ایمان آورده بود، او را به مناسب مهمی از جمله عضویت در مجلس تنظیمات، ریاست شواری دولت، ریاست دیوان احکام عدلیه، وزارت معارف، چندین بار وزارت عدلیه، وزارت اوقاف، عضویت و ریاست کمیسیون اراضی، یک هفته ریاست هیئت وزیران، استانداری ولایات حلب، مرعش و یافا، وزارت داخله و بازرسی ایالات مختلف عثمانی برگمارد. تدوین مجله احکام عدلیه که در حکم قانون مدنی است از جمله اقدامات مهم او در این دوران است. او در ۱۳۰۳ به عنوان کمیسر روم ایلی شرقی به کار پرداخت و سپس به وزارت عدلیه رسید اما به خاطر اختلاف با صدر اعظم، کمال پاشا، معزول شد و تا پایان عمر شغلی نیافت. او در ۷۵ سالگی درگذشت و در صحن آرامگاه سلطان محمد فاتح به خاک سپرده شد.

## عقاید و اعمال
جودت پاشا از چهره‌های درخشان دوره تنظیمات بود و در راس جریان اصلاحات با اندیشه اسلامی قرار داشت. وی فلسفه و اندیشه غرب را برای ممالک اسلامی مناسب نمی‌دانست و به همین خاطر با رونویسی از قوانین غربی مخالف بود. اما در مقابل، پیشرف علمی غرب را می‌ستود و تقلید از آن را از کارهای ضروری برمی‌شمرد. او در زمینه حقوق قوانین شرعی را کافی و شریعت را قانون اساسی می‌دانست. او از اتحاد ملل اسلامی حمایت می‌کرد و به عقیده وی اگر دولت عثمانی پیش از حمله به اروپا، به اتحاد میان مسلمانان توفیق می‌یافت، دوران فرمانروایی آنان طولانی‌تر می‌شد.
جودت پاشا معتقد بود تغییر نظام آموزشی تنها راه پیشرفت است و مدارس جدید مانند صبیان، رشدیه، اعدادیه (کودکستان، ابتدیی و متوسطه)، انجمن دانش، دارالمعلمین (تربیت معلم) و دارالفنون (دانشگاه) در زمان او تأسیس شد. همچنین در زمان او صنعت چاپ بسیار رشد کرد. او از پیشگامان ساده‌نویسی در زبان ترکی بود اما در عین حال سعی می‌کرد زبان ترکی به زبان علمی تبدیل شود. او در کتب تاریخی خود از تفکر دانشمندان فرانسوی سود جست.

## آثار
آثار او شامل کتب تاریخی، حقوقی و ادبیات می‌شود. او جمعاً ۲۱ کتاب را تألیف کرده است. . برخی از مهم‌ترین آثار او عبارتند از:
- تاریخ، که تارخ عثمانی را از سال‌های ۱۱۱۸ تا ۱۱۴۲ قمری بازگو می‌کند. او این کتاب را به سفارش انجمن دانش تألیف کرد.[۲]
- تذاکر، مجموعه خاطرات و یادداشت‌های جودت است که زمان واقعه‌نویسی به رشته تحریر درآورد. این اثر مجموعاً شامل ۴۰ تذکره است.[۲]
- معروضات، که گزیده‌ای از وقایع تاریخی – سیاسی از ۱۲۵۵ تا ۱۲۹۳ قمری است. او این کتاب را به سفارش سلطان عبدالحمید دوم تألیف کرد.[۲]
- قصص انبیا و تواریخ خلفا، که داستان پیامبران از آدم تا پیامبر اسلام را شامل می‌شود و ۱۲ جزء دارد. نکته جالب در مورد این اثر آن است که این کتاب در دوره سلطان عبدالحمید دوم در شمار کتاب‌های ممنوعه قرار داشته است.[۲]
- قواعد عثمانیه، او این کتاب را با همکاری فؤاد پاشا برای آموزش و به زبان ترکی تألیف کرد.[۲]

او به زبان فارسی نیز شعر می‌سرود و تخلص او وهبی بود. دیوان اشعار او شامل اشعار فارسی و ترکی در کتابخانه بلدیه شهر استانبول نگهداری می‌شود.